# Helen Delich Bentley
Helen Delich Bentley (ur. 28 listopada 1923 w Ruth, Nevada, zm. 6 sierpnia 2016 w Timonium, Maryland) – amerykańska polityk Partii Republikańskiej. W latach 1985–1995 była przedstawicielem drugiego okręgu wyborczego w stanie Maryland w Izbie Reprezentantów Stanów Zjednoczonych.
1 czerwca 2006 gubernator stanu Maryland Robert Ehrlich nazwał port morski w mieście Baltimore imieniem Helen Delich Bentley.